# Sanacja
Sanacja (AFI: saˈnat͡sja, lett. Risanamento) fu un movimento politico di coalizione nel periodo interbellico verificatosi nella Seconda Repubblica di Polonia. Fu creato nel 1926 da Józef Piłsudski come grande movimento per sostenere il "risanamento morale" del corpo politico polacco prima e dopo il colpo di Stato di maggio del 1926, che portò Piłsudski ad avere poteri virtualmente dittatoriali. Da allora fino al 1939, Sanacja fu la principale forza politica della Polonia, e controllò il governo in gran parte del suo operato.

## Storia
Chiamato seguendo la parola latina "sanatio", che significa risanamento, il movimento Sanacja comprendeva principalmente gli ex ufficiali militari disgustati dalla corruzione nella politica polacca. Sanacja fu una coalizione di persone provenienti da tutti gli schieramenti (destra, centro e sinistra) il cui principale obiettivo era l'eliminazione della corruzione e la minimizzazione dell'inflazione.
Sanacja apparve già prima del colpo di Stato di maggio del 1926 e durò fino all'invasione della Polonia, ma non fu mai formalizzata. Dato che Piłsudski disapprovava i partiti politici, che vedeva come puri promotori dei propri interessi piuttosto che sostenitori dello stato e del popolo, Sanacja non portò mai alla creazione di un partito politico. Nel 1928, i membri della coalizione crearono un Bezpartyjny Blok Współpracy z Rządem ("Blocco Apartitico per la Cooperazione con il Governo"), una bizzarra coalizione di partiti politici che negarono di essere un partito.
Anche se Piłsudski non volle mai impadronirsi del potere, esercitò una forte influenza sulla politica polacca dopo che la Sanacja prese il controllo nel 1926. Nel decennio successivo, egli dominò gli affari polacchi come "uomo forte" del regime popolare centrista. Il governo di Kazimierz Bartel e tutti i governi successivi furono accettati non ufficialmente da Józef Piłsudski prima di essere confermati dal Presidente.
Piłsudski, nel perseguire il risanamento, mescolò elementi democratici e dittatoriali. Fu accresciuta la stabilità interna della Polonia e fu messa fine alla stagnazione economica con le riforme di Eugeniusz Kwiatkowski. Nello stesso tempo, il regime del risanamento perseguì i partiti comunisti e cercò di limitare l'influenza dei partiti di opposizione dividendo le loro forze.
Nell'aprile 1935, poco prima della morte di Piłsudski, fu adottata una nuova costituzione (la "Costituzione di Aprile"), che sostenne tutte le principali idee della Sanacja: uno stato forte e centralizzato con un sistema di governo presidenziale. Piłsudski morì dopo poco, e il risanamento dovette fronteggiare gravi problemi interni. La coalizione si spezzò infine in tre movimenti separati:
1. La frangia di sinistra (Lewica sanacyjna, formata da Walery Sławek), che cercava un modus vivendi con l'opposizione;
2. Il Castello (Zamek, fondato dal Presidente Ignacy Mościcki, che risiedeva al Castello Reale di Varsavia - da qui il nome del movimento), che divenne il centro;
3. La frangia di destra (Prawica sanacyjna, fondata da Edward Rydz-Śmigły), che divenne presto quasi indistinguibile dal Campo di Unità Nazionale.

Il primo di questi movimenti perse quasi subito la sua importanza, ma gli altri due continuarono la loro battaglia ideologica fino allo scoppio della guerra.
Durante l'invasione della Polonia del 1939, molti membri della Sanacja furono fatti prigionieri di guerra dai tedeschi, mentre altri evacuarono in Romania, dove rimasero fino alla fine della guerra o riuscirono a raggiungere la Francia e il Regno Unito.
Anche se la Francia cercò di escludere gli esponenti della Sanacja dal governo in esilio della Polonia, molti di essi rimasero influenti. Durante la guerra, i membri della Sanacja crearono diverse organizzazioni di resistenza, tra cui Obóz Polski Walczącej e Konwent Organizacji Niepodległościowych nel 1942, che nel 1943 divennero subordinate all'Esercito e nel 1944 si unirono al Zjednoczenie Organizacji Niepodległościowych.
Dopo la seconda guerra mondiale, l'esilio forzato di molti membri della Sanacja fu reso permanente dal regime comunista, che li bandì come nemici dello stato.

## Membri più importanti
- Józef Beck
- Tadeusz Hołówko
- Janusz Jędrzejewicz
- Adam Koc
- Bogusław Miedziński
- Aleksander Prystor
- Walery Sławek
- Kazimierz Świtalski

## Oggi
La Confederazione della Polonia Indipendente, fondata nel 1979, è il principale partito politico di sanacja nell'attuale Polonia.